# Wes Montgomery
John Leslie "Wes" Montgomery (Indianapolis, 6 maart 1923 - aldaar, 15 juni 1968) was een Amerikaans jazzgitarist. Velen beschouwen hem als een van de belangrijkste jazzgitaristen uit de geschiedenis. Montgomery beïnvloedde talrijke andere virtuoze gitaristen waaronder George Benson, Pat Martino, Pat Metheny en Jimmy Moliere.

## Biografie
Montgomery werd geboren in Indianapolis. Hij kwam uit een muzikale familie: zijn broers Monk Montgomery (contrabas en elektrische bas) en Buddy Montgomery (vibrafoon en piano) waren jazzartiesten. Hoewel hij niet bekwaam was in noten lezen, leerde hij complexe melodieën en riffs door ernaar te luisteren. Montgomery leerde gitaarspelen op 19-jarige leeftijd, luisterend naar zijn idool, gitarist Charlie Christian. Montgomery stond bekend om zijn bekwaamheid Christians solo's noot voor noot na te spelen en werd ingehuurd door Lionel Hampton vanwege die bekwaamheid.
Montgomery wordt vaak beschouwd als 'The Greatest' van de moderne jazz. Montgomery maakte de gitaar notabel als een bebop- of post-bopinstrument. Hoewel Johnny Smith de gitarist was in de 'New York Bebop-scene' en Tal Farlow en Jimmy Raney aanzienlijke bijdragen leverden tijdens de jaren vijftig aan de bebopgitaar, verkortten deze mannen hun eigen aandeel in de jaren zestig, wat een vacuüm creëerde dat Montgomery invulde met zijn virtuoze gitaarspel. Vele jazzartiesten worden als virtuoos beschouwd, maar Montgomery was uniek in zijn grote invloed op andere virtuoze artiesten die zich door hem lieten inspireren. Voor velen was Montgomery's stijl dat wat de jazzgitaar definieert.
In zijn vroegere carrière toerde Montgomery met Lionel Hampton, maar de combinatie van de stress tijdens het toeren en het weg zijn van zijn familie bracht hem terug naar Indianapolis. Om zijn familie te steunen, werkte Montgomery in een fabriek van 7:00 tot 13:00 uur en trad daarna op in lokale clubs van 21:00 tot 2:00 uur. Cannonball Adderley hoorde Montgomery spelen in een club in Indianapolis en was onder de indruk. De volgende ochtend belde hij muziekproducent Orrin Keepnews die Montgomery een contract aanbood bij Riverside Records. Montgomery nam muziek op met zijn broer en verschillende andere muzikanten, onder wie het Wynton Kelly Trio. Zij waren ook actief als de begeleiders van Miles Davis.
John Coltrane vroeg Montgomery na een jamsessie om bij zijn band te komen, maar Montgomery koos om verder te gaan met zijn eigen band. Tot eind jaren zestig was Montgomery succesvol en bracht nog steeds albums uit tot 1968.
Wes Montgomery overleed op 45-jarige leeftijd aan een hartinfarct.

## Nominaties
Montgomery werd twee keer genomineerd voor een Grammy voor Bumpin' (1965) en ontving een Grammy voor Goin' Out of My Head als Best Instrumental Jazz Performance by Large Group or Soloist with Large Group (1966). Hij werd ook genomineerd voor een grammy voor Eleanor Rigby en Down Here on the Ground (1968) en voor Willow, Weep for Me (1969).

## Trivia
- Caravan wordt gebruikt als herkenningsmelodie van het tv-programma Wie van de drie.

## Discografie
- Fingerpickin'  (1957)
- Far Wes (1958)
- The Wes Montgomery Trio (1959)
- The Incredible Jazz Guitar of Wes Montgomery (1960)
- Cannonball Adderley and the Poll-Winners (1960)
- Movin' Along (1960)
- The Montgomery Brothers (1960)
- The Montgomery Brothers in Canada (1961)
- So Much Guitar! (1961)
- Groove Yard (1961)
- Bags Meets Wes! (met Milt Jackson) (1961)
- Full House (1962)
- Fusion!: Wes Montgomery with Strings (georganiseerd door Jimmy Jones) (1963)
- Boss Guitar (1963)
- Guitar On The Go (1963)
- The Alternative Wes Montgomery (verschillende opnames van vorige uitgegeven albums) (1963)
- Portrait of Wes (1963)
- Movin' Wes  (1964)
- Bumpin' (georganiseerd en begeleid door Don Sebesky, met o.m. Cándido Camero) (1965)
- Smokin' at the Half Note (1965)
- Goin' Out of My Head (georganiseerd en begeleid Oliver Nelson) (1965)
- Tequila (georganiseerd en begeleid door Claus Ogerman) (1966)
- California Dreaming (georganiseerd en begeleid door Don Sebesky) (1966)
- Jimmy & Wes: The Dynamic Duo  (met Jimmy Smith) (1966)
- Further Adventures of Jimmy and Wes (met Jimmy Smith) (1966)
- A Day in the Life (georganiseerd en begeleid door Don Sebesky) (1967)
- Down Here on the Ground (georganiseerd en begeleid door Don Sebesky) (1968)
- Road Song (georganiseerd en begeleid door Don Sebesky) (1968)
- Willow Weep for Me (niet uitgegeven opnames van deSmokin' at the Half Note-sessie) (1969)